# إكسترا (علك)
إكسترا (بالإنجليزية: Extra) هي علامة تجارية لأحد أنواع اللبان أو العلك الخالي من السكر المُصنعة من قِبل شركة ريغلي (بالإنجليزية: Wrigley Company) التابعة حالياً لشركة مارس، تم إنتاجها لأول مرة في 1984، لتُصبح أكثر العلامات التجارية شعبية في بضعة سنوات، ويحتوي الآن على 14 نكهة من اللبان.

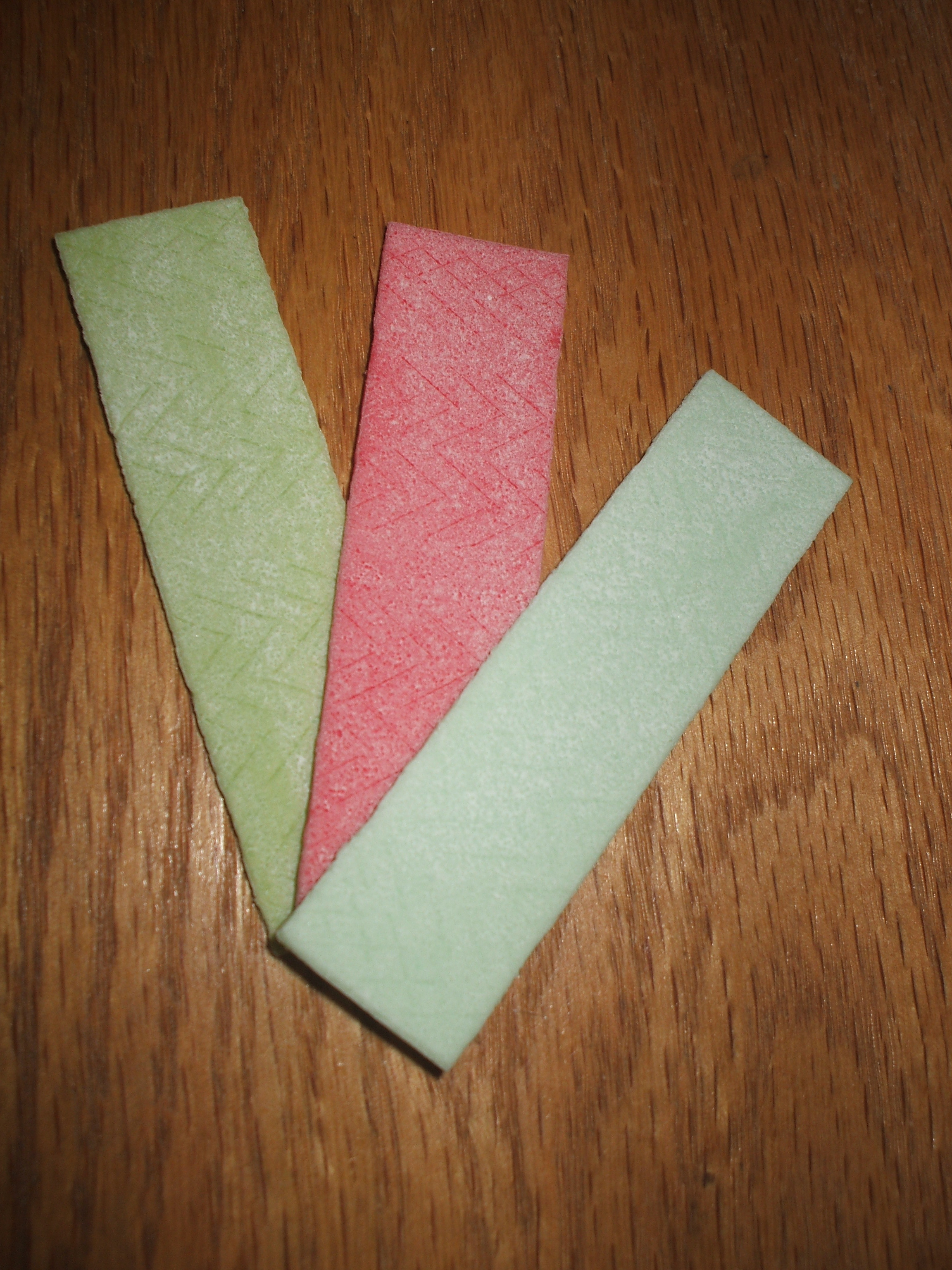
أعواد الحلوى اللذيذة لإكسترا

## تاريخ العلامة التجارية
تم إطلاق إكسترا في عام 1984 كأول منتج خالٍ من السكر من شركة ريغلي، وأصبحت واحدة من العلامات التجارية الأكثر شعبية للعلكة في الولايات المتحدة في غضون بضع سنوات. كما أنها كانت أول علكة خالية من السكر لا تستخدم السكرين، بل تستخدم بدلاً من ذلك العلامة التجارية نوتراسويت، وهو مُحلي طورته شركة جي. دي. سيرل وشركاه وكان أقل مرارة وكان يُعتقد أنه أكثر أمانًا للبشر والحيوانات المعملية؛ وقد أعيدت صياغته لاحقًا باستخدام الأسبارتام في عام 1997.
تختلف هوية العلامة التجارية للعلكة إكسترا بشكل كبير في الأسواق المختلفة، وغالبًا ما يكون لها نكهات وشعارات وشعارات مختلفة تمامًا لكل دولة. تعد إكسترا حاليًا الراعي الرسمي لفريق كرة القدم الوطني المكسيكي.
في المملكة المتحدة، تم تغيير اسم علامة تجارية مماثلة للعلكة مملوكة لشركة ريغليز، أوربت، إلى إكسترا في عام 2015، مع نفس العبوة المكونة من 14 قطعة.
في إعلان تلفزيوني عن علكة إكسترا، الذي ظهر في سبتمبر/أيلول 2017، ظهرت امرأة شابة تقف مرتدية زي كرة قدم على أرض الملعب أثناء المضغ، ويبدو أنها تستعد لتنفيذ ركلة جزاء. وقد تم قبول شكوى مقدمة إلى هيئة معايير الإعلان ووصف الإعلان بأنه "خطير".

## أنواع اللبان
- إكسترا النعناع
- إكسترا الثلج
- إكسترا الثلج القطبي
- إكسترا التوت
- إكسترا الفراولة
- إكسترا النسيم البارد
- إكسترا البطيخ الأحمر
- إكسترا المانجو
- إكسترا أكتيف
- إكسترا الأبيض
- إكسترا الفقاعة الكلاسيكية
- إكسترا النعناع السلس (النعناع المدبب)
- إكسترا النعناع الفلفلي
- إكسترا وونترفريش